# Reisszug

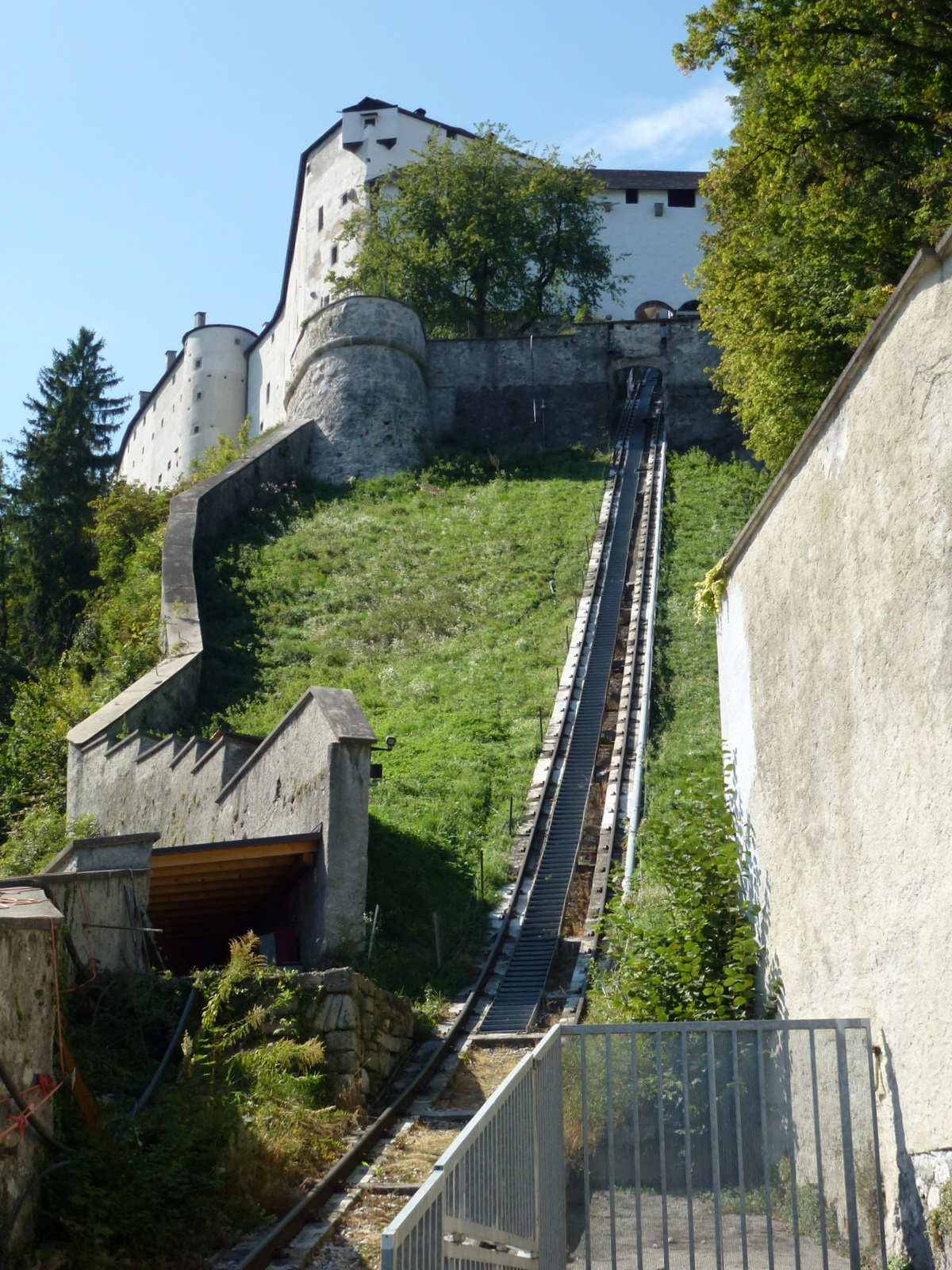
La voie empruntée par le Reißzug.

Le Reisszug, également orthographié Reißzug et Reiszug, est un funiculaire datant du Moyen Âge et considéré, à ce titre, comme le premier mode de transport de ce type au monde. Situé dans la ville autrichienne de Salzbourg, et plus précisément dans le quartier historique de Nonnberg (de), il permet l'acheminement de marchandises à la forteresse de Hohensalzburg.
Le Reisszug ne doit pas être confondu avec le Festungsbahn (en), qui est un funiculaire moderne en fonction depuis 1892.
Le Reisszug mène à la forteresse à l'est de celle-ci, et le Festungsbahn y mène par le nord-ouest.